# José Hidasi
José Hidasi (em húngaro:  Hidasi József; Makó, 9 de maio de 1926 - Goiânia, 19 de julho de 2021) foi um ornitólogo, museólogo e taxidermista nascido em Makó, na Hungria.

## Biografia

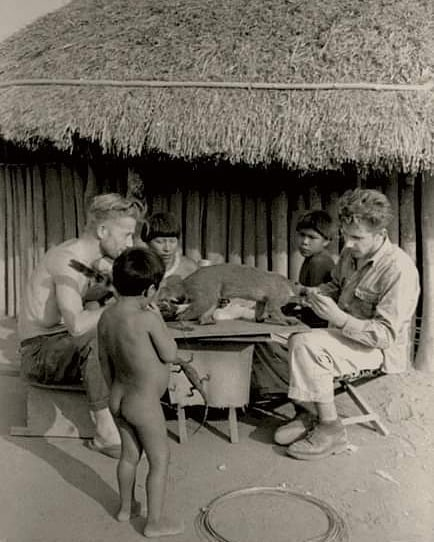
Helmut Sick (à esquerda) e José Hidasi (à direita) em uma aldeia Xavante, em Xavantina-MT, 1953

Ifjú Vitéz Hidasi József Péter nasceu em Makó, na Hungria, em nove de maio de 1926. Saiu da Hungria ao final da Segunda Guerra Mundial. Cursou Letras e Ciências Naturais na Université de Lille, França. Vendeu tudo o que tinha e saiu da Europa em 1950, chegando ao Brasil e se casando com Maria Madalena Sobreira do Amaral. Já no país, José Hidasi conheceu Helmut Sick, famoso ornitólogo e naturalista alemão. Chegou a Goiânia, Goiás, em 1954. Fundou o Museu de Ornitologia de Goiânia em 1968.
Morreu em 19 de julho de 2021, aos 95 anos, de parada cardiorrespiratória.

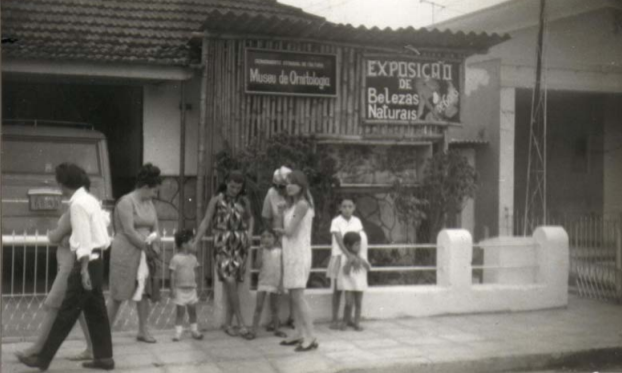
Museu de Ornitologia de Goiânia, em 1968